# جيمس إلمر ميتشيل
جيمس إلمر ميتشيل (بالإنجليزية: James Elmer Mitchell)‏ هو عالم نفس أمريكي، ولد في 1952.